# Csíkoshasú tonhal
A csíkoshasú tonhal (Katsuwonus pelamis)  a sugarasúszójú halak (Actinopterygii) osztályának sügéralakúak (Perciformes) rendjébe, ezen belül a makrélafélék (Scombridae) családjába tartozó faj.
Nemének egyetlen faja.

## Előfordulása
Ez a tonhal az összes trópusi és mérsékelt övi óceánban és tengerben megtalálható; kivételt képez a Fekete-tenger. Gyorsaságára jellemző, hogy egy megjelölt tonhal száztizenkilenc nap alatt kelt át az Atlanti-óceánon a Vizcayai-öböl és Új-Anglia között, ami naponta 40 mérföld, azaz 64,4 kilométer megtételét jelentené akkor is, ha egyenesen, megszakítás nélkül haladt volna.

## Megjelenése
A csíkoshasú tonhal általában 80-100 centiméter hosszú, de 40-45 centiméteresen már felnőttnek számít; a legnagyobb kifogott példány 110 centiméteres és 34,5 kilogrammos volt. 14-16 hátúszótüskéje, 14-15 hátúszósugara és 14-15 farok alatti úszósugara van; a farok alatti úszóján nincsen tüske. 41 csigolyája van. Az úszóhólyagja is hiányzik. Háti része sötét lilás-kék, míg hasi ezüstös 4-6 sötét, hosszanti csíkkal. Testének nagy részén nincsenek pikkelyek, kivéve az oldalvonal mentén és a testközepének tájékán.

## Életmódja
A 15-30 Celsius-fokos vízhőmérsékleteket kedveli. Gyors úszó, nyílt vízi hal, amely 50 000 fős csapatokban is megfigyelhető. 0-260 méteres mélységek között lelhető fel. Kisebb halakkal, rákokkal, fejlábúakkal és puhatestűekkel táplálkozik. A csíkoshasú tonhal a nagyobb halak és cápák áldozatául eshet, legfőbb ellensége azonban az ember, amely nagy hálókkal és horgászbotokkal fogja ki a halat. A hal húsát frissen, fagyasztva, konzervdobozban tárolva, szárítva, sózva és füstölve árulják.
Az eddigi megfigyelések szerint 12 évig él. Néha ciguatera-mérgezést okozhat.

## Szaporodása
A tonhalak között a csíkoshasú tonhal a legtermékenyebb, emiatt nem veszélyeztetett, habár az ember ipari mértékben halássza is.

## Képek

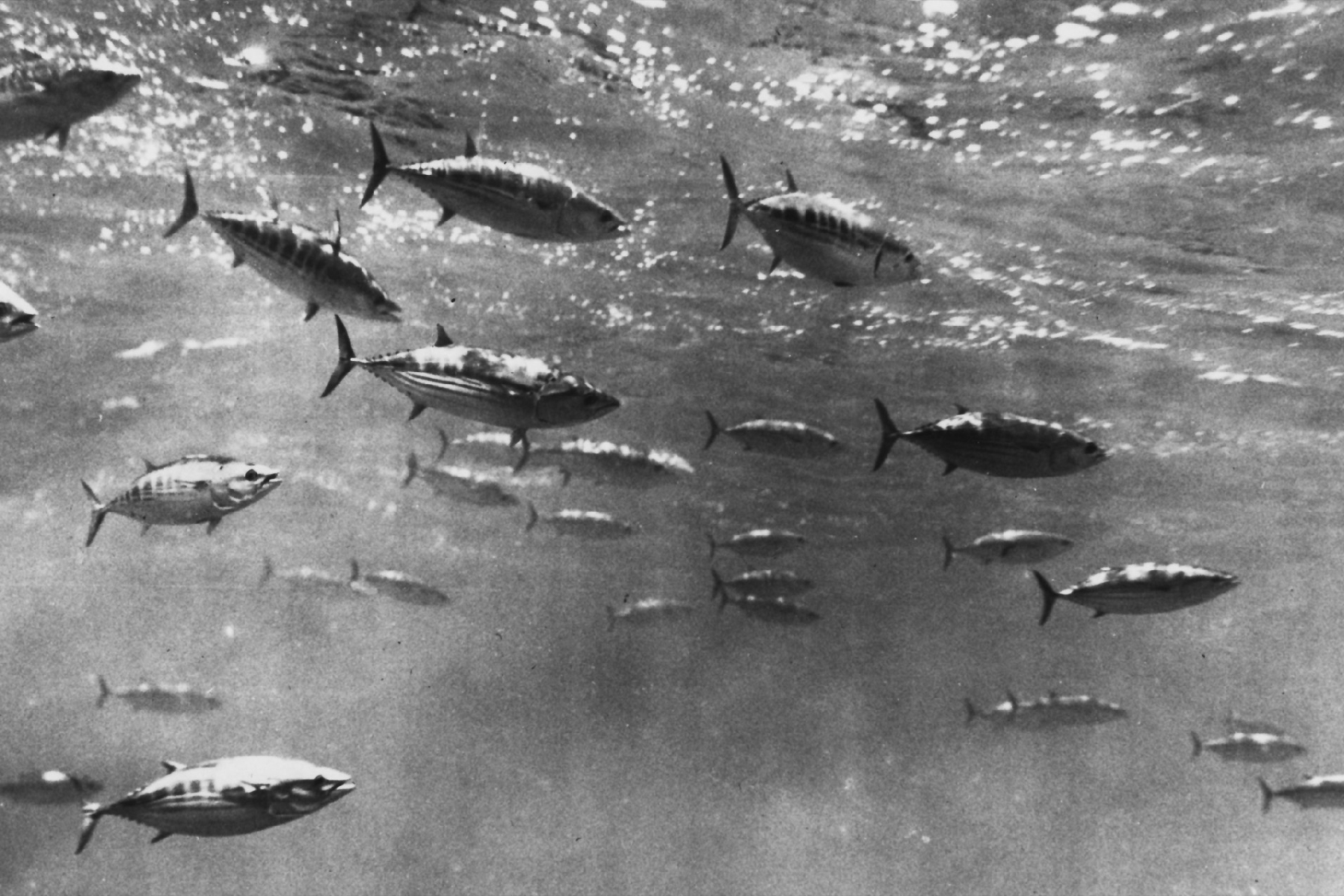
Rajban úszva
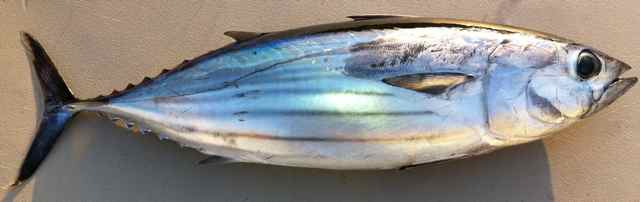
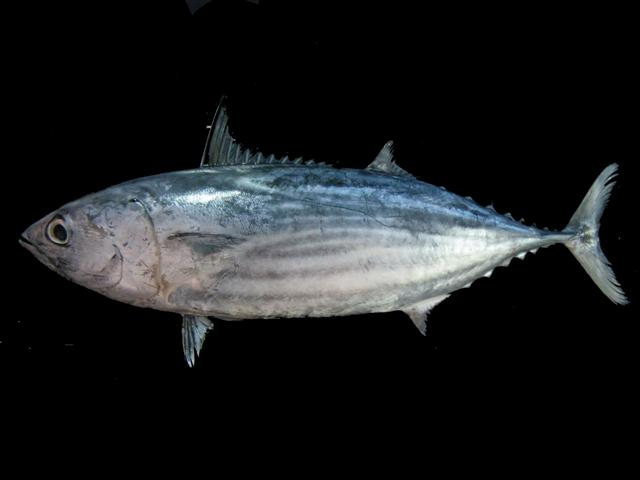
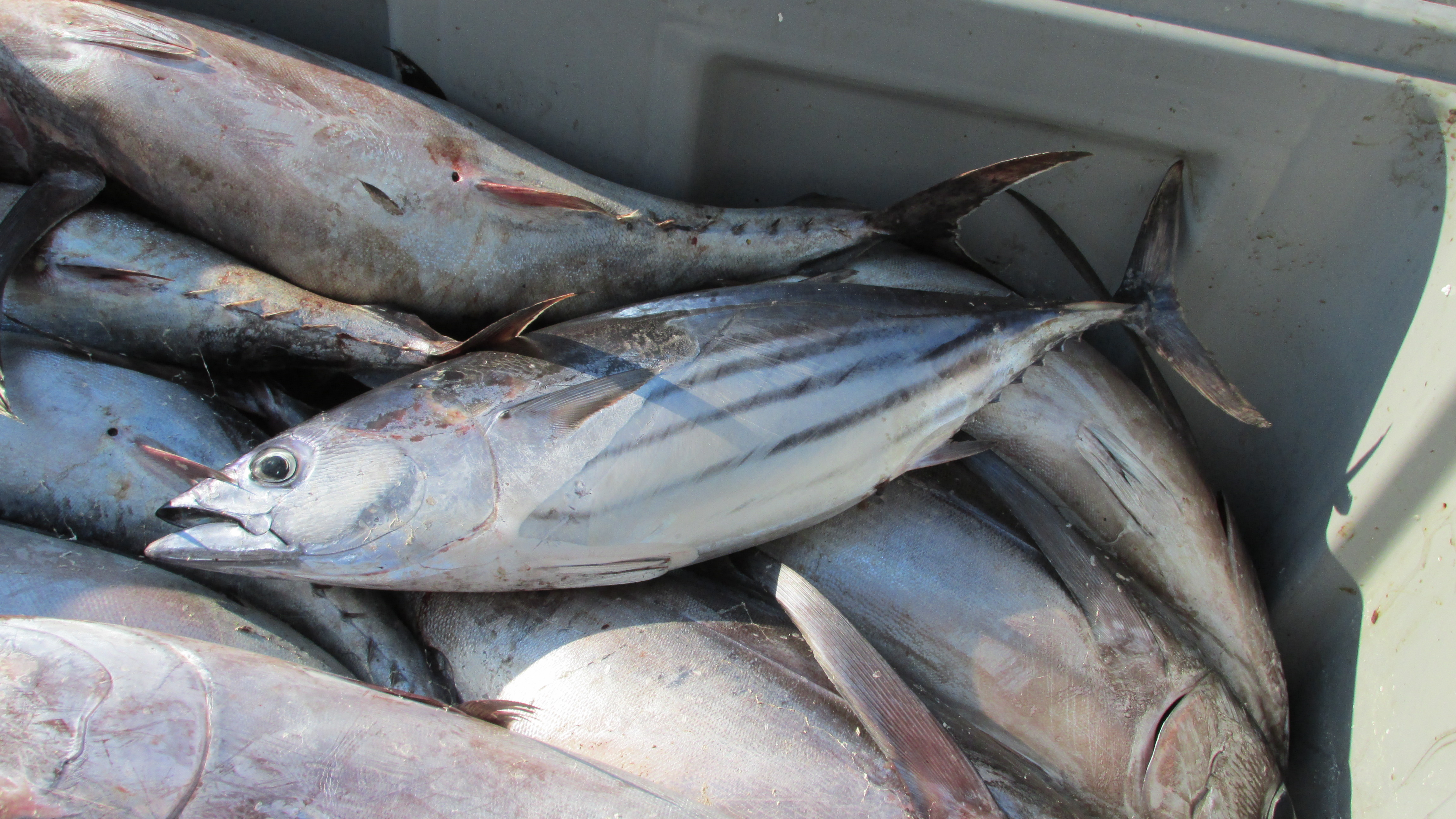
A mai fogás
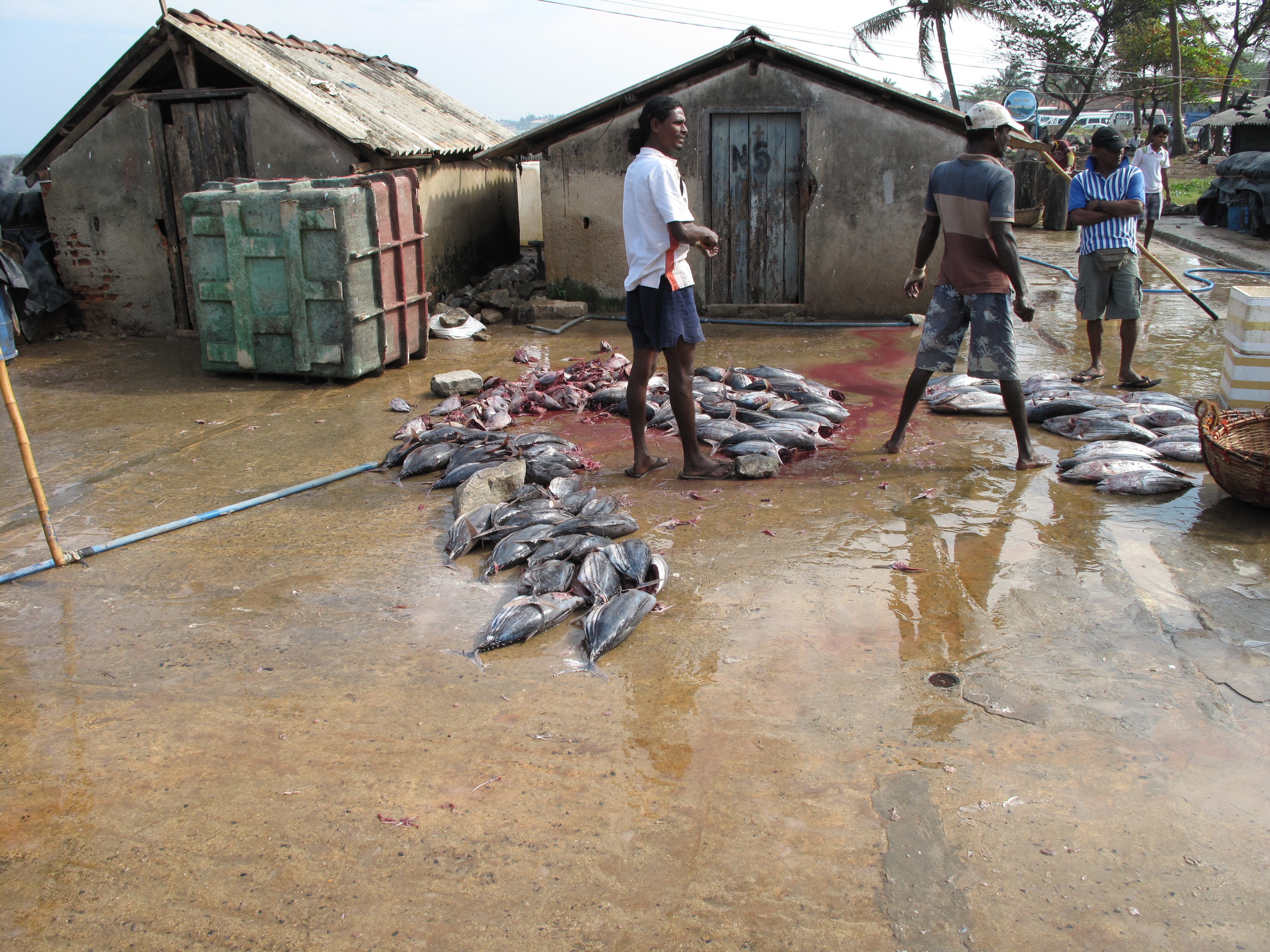
Halászok Afrikában
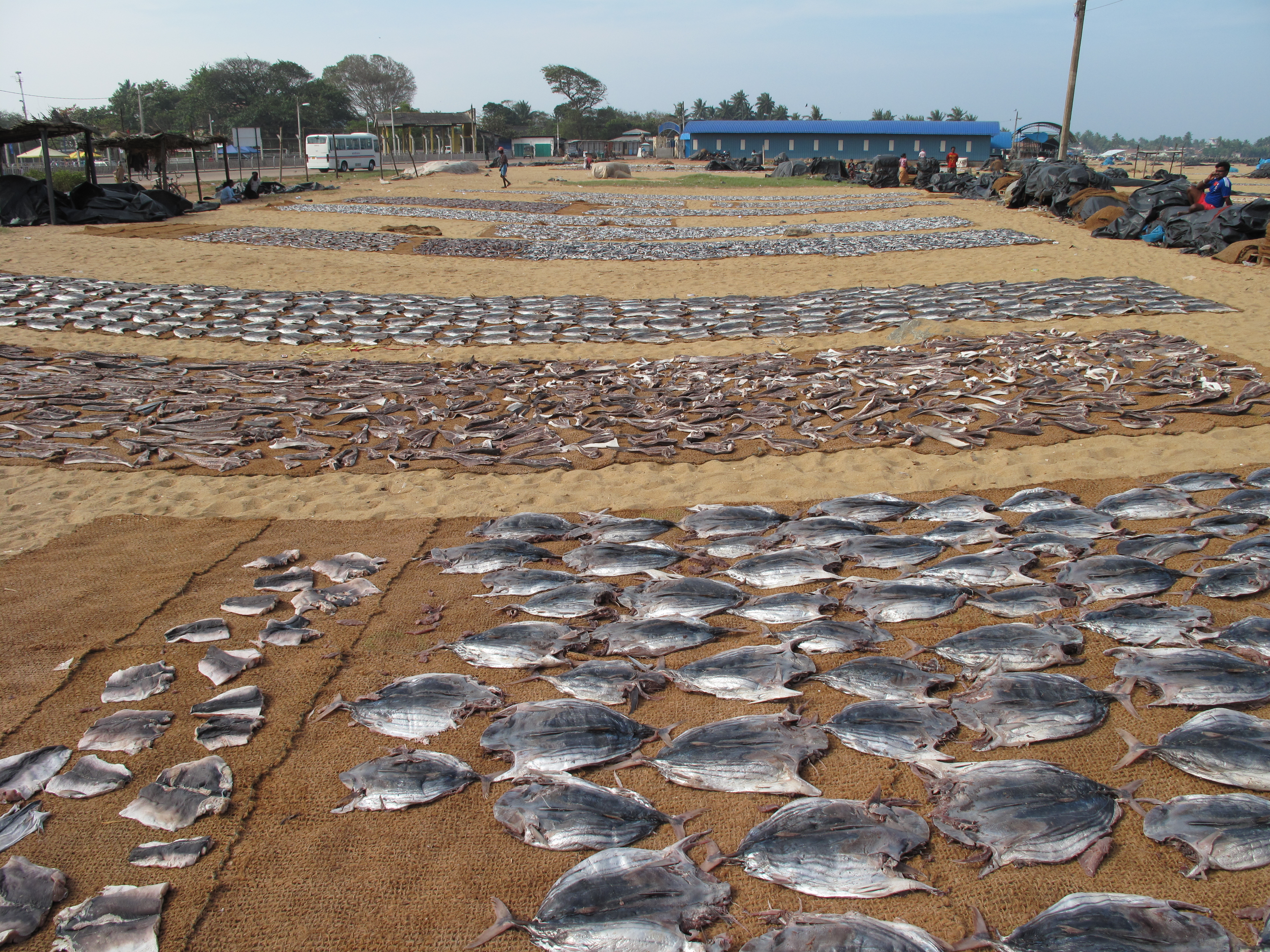
Száradnak a napon
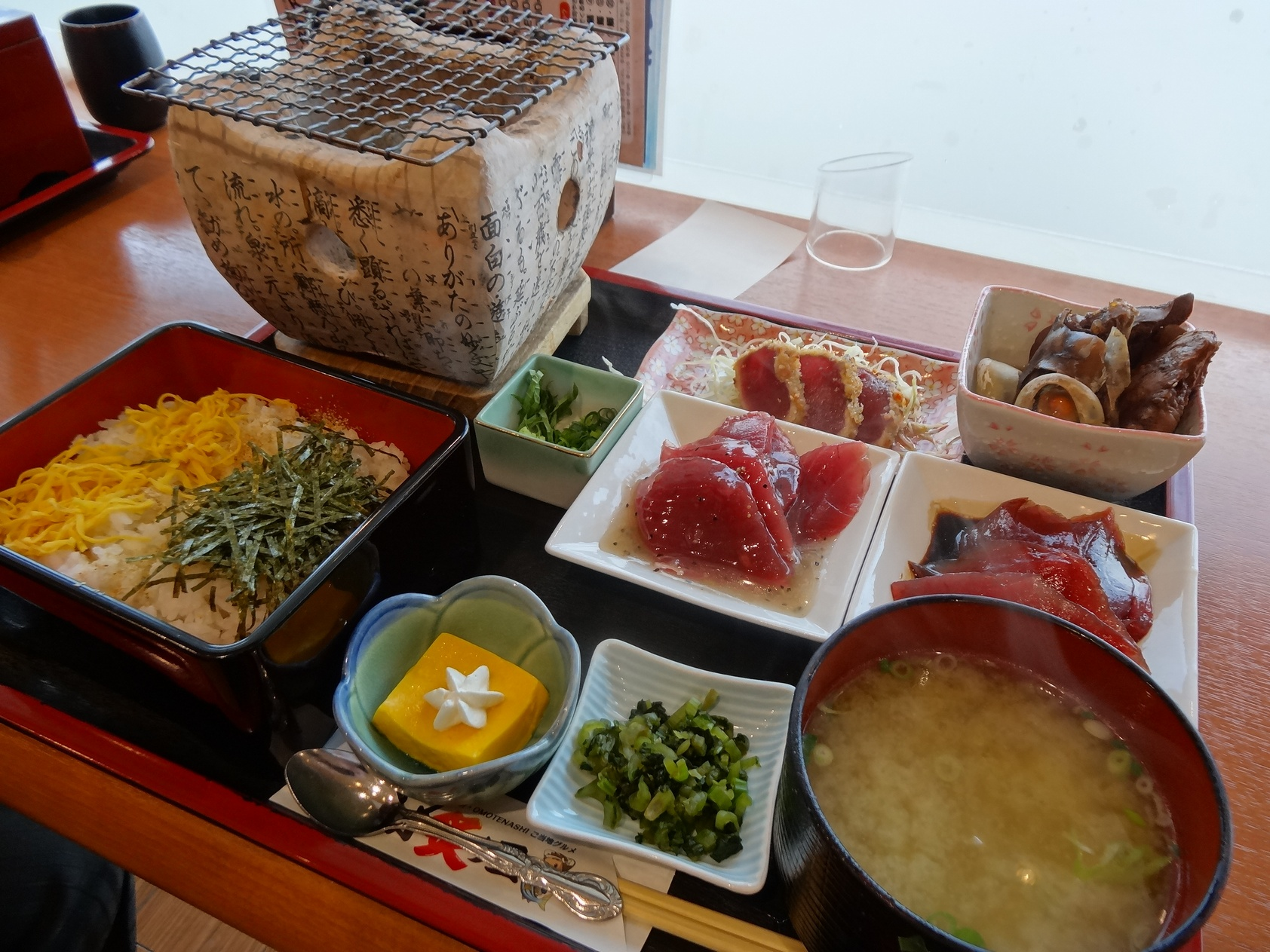
Különböző ételek e halból

### Fordítás
- Ez a szócikk részben vagy egészben  Skipjack tuna című angol Wikipédia-szócikk fordításán alapul.  Az eredeti cikk szerkesztőit annak laptörténete sorolja fel. Ez a jelzés csupán a megfogalmazás eredetét és a szerzői jogokat jelzi, nem szolgál a cikkben szereplő információk forrásmegjelöléseként.